# Geolycosa disposita
Geolycosa disposita là một loài nhện trong họ Lycosidae.
Loài này thuộc chi Geolycosa. Geolycosa disposita được Carl Friedrich Roewer miêu tả năm 1960.